# (36355) 2000 NJ27
2000 NJ27 (asteroide 36355) é um asteroide da cintura principal. Possui uma excentricidade de 0.11439660 e uma inclinação de 3.58582º.
Este asteroide foi descoberto no dia 4 de julho de 2000 por LONEOS em Anderson Mesa.